# AC/DC
AC/DC (Ејси диси) је хард рок група коју су у Сиднеју (Аустралија) 1973. основала браћа Ангус и Малком Јанг. Група је до сада продала преко 200 милиона албума широм света и преко 68 милиона албума само у САД што је сврстава у ред најуспешнијих рок група свих времена. Албум Back in Black из 1980. године продат је широм света у преко 42 милиона примерака (21 милион само у САД) и други је најпродаванији албум свих времена, те најбоље продавани албум неке рок групе. Током њеног постојања кроз групу су прошла и два певача препознатљивих стилова: Бон Скот и Брајан Џонсон. Због тога обожаваоци деле историјат групе на два периода: „период Бона Скота“ (1974—80) и „период Брајана Џонсона“ (1980-до данас).
АС/DC је имао неколико измена састава пре издавања првог албума High Voltage, 1975. Чланови су остали исти, све док 1977. басиста Марк Еванс није замењен Клифом Вилијамсом за албум Powerage. Током снимања албума Highway to Hell, главни певач и један од текстописаца Бон Скот умро је 19. јануара 1980. због превеликог уноса алкохола. Група је накратко престала са радом али је ускоро нови певач постао Брајан Џонсон који је дошао из групе Geordies и заменио Скота. Годину касније, бенд је издао свој најпродаванији албум .
Следећи албум For Those about to Rock We Salute You је први њихов албум који је постао No.1 у Сједињеним Државама. Бенду је пала популарност пошто је бубњар Фил Рад отпуштен 1983. и замењен будућим бубњарем групе Dio Сајмоном Рајтом. АС/DC је поново настао почетком 90-их са објавом албума The Razor‘s Edge. Фил Рад се вратио 1994. пошто је Клис Слејд, који је био у бенду од 1990. до 1994, затражио да изађе у његову корист, тако да је Фил допринео албуму Ballbreaker снимљеним 1995. Следећи албум Stiff Upper Lif објављен 2000. добио је добре критике. Од тада, бенду је поново расла популарност као и у периоду 1980-1983. Албум Black Ice, објављен 20. октобра 2008, је њихов највећи хит на листама од албума For Those about to Rock, заузимајући прво место. Њихов најновији албум АС/DC:Iron man 2, објављен је 19. априла 2010. године.
До 2008, АС/DC је продао више од 200 милиона албума у целом свету, док је само 71 милион продат у САД. Албум Back in Black је продат у 49 милиона примерака, постајући тако најпродаванији албум било ког бенда и други у свету иза Thriller-a Мајкл Џексона. АС/DC је рангиран четврти на VH1 листи 100 највећих извођача хард рока и именован за седмог од највећих хеви метал бендова свих времена од стране MTV-a. Године 2004, бенд је рангиран као 72. на Ролинг стоун листи 100 највећих извођача свих времена.

## Историја

### Име и састав
Браћа Малком, Ангус и Џорџ Јанг рођени су у Глазгову, Шкотској. Преселили су се у Сиднеј са већином своје породице 1963. Џорџ је први научио да свира гитару и касније постао члан Изибитса, једног од аустралијских најуспешнијих бендова 60-их. Године 1966, постали су први локални бенд који је стекао светску славу песмом „Friday on My Mind“. Малколм је ишао Џорџевим стазама свирајући са Њукасл, ново јужно-велшким бендом који се звао Велвет Андерграунд (не мешати са Њујорк - Велвет Андерграунд).
Малколм и Ангус Јанг су идеју имена бенда добили од њихове сестре Маргарет, која је видела иницијале АС/DC на шиваћој машини. АС/DC је скраћеница за наизменична струја/једносмерна струја. Браћа су рекла да то име симболише бендову пресну енергију, снажне представе и љубав за њихову музику. АС/DC се транскрибује као „еј-си-ди-си“, док је у Аустралији познат као Acca Dacca.

### Касније године, сарадња са Екселом Роузом, смрт Малколма Јанга (2016—данас)

#### Сарадња Са Екселом Роузом (2016—2017)
Одлука бенда АС/DC да на место главног певача дође рок икона Ексел Роуз изазвала је различите реакције обожавалаца. Док је мањи део њих сматрао да се ради о добром потезу, већина је била забринута јер су се питала како ће он заменити дугогодишњег фронтмена Брајана Џонсона, који се повукао из здравствених разлога.
Као што је и обећао у најавама пред концерт у Лисабону, први у Европи у 2016. години на светској турнеји "Rock or Bust", Ексел се понео са великим респектом према свом претходнику Брајану Џонсону. Буквално је преседео цео концерт на импровизованом пиједесталу са подигнутом ногом имобилисаном лонгетом, вероватно алудирајући на чувени потез Дејва Грола певача Фу Фајтерса и надамо се само тренутну спреченост господина Џонсона да са својим пајтосима рока на бини.

#### Смрт Малколма Јанга (2017)
Малком Јанг, суоснивач, композитор, гитариста и пратећи вокал у чувеном аустралијском хард рок саставу „АС/DC“, преминуо је у 18тог новембра, 2017. године у 65. години живота.
Иза Малколма остаје његова супруга О’Линда, деца К ара и Росс, троје унука, сестра и брат, додао је бенд, нагласивши како је "преминуо мирно у кругу своје породице.

#### Будућност (2017—)
Аустралијска хард рок дружина, АС/DC, објавила је сингл „Shot in the Dark“ којом најављују будући албум „Power Up“.
Нова плоча требало би да буде објављена 13. новембра, а у питању је њихово 17. студијско издање које наслеђује албум „Rock or Bust“ из 2014. године. Нови ЛП садржи 12 песама, а продукцију потписује Брендан О’Брajan.
Сингл “Shot in the Dark” представља званични повратак класичне поставе, будући да су Брајан Џонсон, Фил Рад и Клиф Вилијамс поново у бенду, придруживши се Ангусу Јангу Поставу комплетира ритам гитариста Стеви Јанг, који је заменио покојног Мaлколма Јанга.

## Чланови бенда

### Оригинална постава
- Ангус Јанг, соло гитара
- Малком Јанг, ритам гитара, пратећи вокали
- Дејв Еванс, вокал
- Лати Ван Крајт, бас гитара
- Колин Берџес, бубњеви

### Тренутна Постава
- Ангус Јанг, соло гитара
- Стиви Јанг, ритам гитара, пратећи вокали
- Брајан Џонсон, Вокал
- Клиф Вилијамс, бас гитара
- Фил Рад, Бубњеви

## Студијски албуми
- 1975:
- 1976:
- 1976:
- 1976:
- 1976:
- 1977:
- 1977:
- 1978:
- 1979:
- 1980:
- 1981:
- 1983:
- 1984:
- 1985:  (међународни албум)
- 1986:
- 1988:
- 1990:
- 1995:
- 1997:
- 2000:
- 2008:
- 2014: Rock Or Bust
- 2020: Power Up

## Критика
Као и код многих бендова њихове ере, AC/DC су се сукобили са сатанском паником из 1980-их. Овај општи страх од модерног хард рока и хеви метала је у великој мери повећан у случају бенда када је серијски убица Ричард Рамирез ухапшен. Рамирез, кога су новинари прозвали „Ноћни прикрадач”, рекао је полицији да га је „Night Prowler” са албума Highway to Hell из 1979. натерао да почини убиство. Полиција је такође тврдила да је Рамирез носио AC/DC мајицу и оставио AC/DC шешир на једном од места злочина. Изнешене су оптужбе да су AC/DC обожаваоци ђавола, анализирани су текстови песме „Night Prowler“, а неке новине су покушале да повежу Рамирезов сатанизам са именом AC/DC, дошавши до закључка да AC/DC заправо представља антихриста/ђавоље дете (или ђавољу децу).